# (270) Anahita
(270) Anahita est un astéroïde de la ceinture principale découvert par Christian Heinrich Friedrich Peters le 8 octobre 1887.

## Compléments